# Museo Nacional de Artes Decorativas (La Habana)
Museo Nacional de Artes Decorativas es un museo en La Habana, Cuba, en la esquina de las Calles 17 y E streets en el barrio de Vedado. Está ubicada en la ex-residencia de María Luisa Gómez-Mena viuda de Cagiga, Condesa de Revilla de Camargo, hermana de José Gómez-Mena Vila, dueño del centro comercial la Manzana de Gómez. Posteriormente, es adquirida por la familia Socarrás que aplicará la renta de la propiedad a la misma Condesa de Revilla. En 1964, la propiedad es expropiada por el gobierno para convertirse en el Museo Nacional de Artes Decorativas de La Habana. Construido en un estilo historicista que recuerda a los "chateau" franceses, cuenta con elementos ornamentales compuestos en columnas, materiales nobles en madera, mobiliario, suelos, forja de hierro y escaleras de piedra y mármol italiano. El edificio, por tanto, es una muestra arquitectónica del gran poder económico y la educación en el gusto refinado por parte de la amplia burguesía cubana de finales del siglo XIX y principios del XX durante el conocido periodo "pre-revolucionario"
Inaugurado el 24 de julio de 1964, conserva en sus almacenes y salas de exposición más de 33 000 obras con alto valor artístico e histórico, que proceden de los reinados de Luis XV, Luis XVI y Napoleón III, así como piezas orientales de los siglos XVI al XX. Se exhiben, también, obras de las importantes manufacturas francesas Sèvres, París, Chantilly y Limoges, y de las inglesas, Derby, Chelsea, Wedgwood, Worcester y Staffordshire.

## Colecciones
El vestíbulo muestra los primeros ejemplares de la colección de muebles que atesora el museo. Destaca una mesa guéridon veneciana del siglo XIX, realizada en madera estofada y policromada, en cuya tapa puede verse un trabajo de taracea hecho con mármoles italianos, que forma parte del conjunto al que pertenecen también cuatro lámparas con figuras de moros; cómodas de estilo Transición, fabricadas en Francia y en Italia, durante los siglos XVIII y XIX, evidencian el gusto francés por la función decorativa de estos muebles en las salas de recibo.

El Salón Principal, de paredes recubiertas con boisseries, presenta un mobiliario que muestra la evolución de los estilos Regencia, Rococó y Transición. Una gran cómoda Rococó, realizada por Simoneau para el castillo Sceaux, ocupa lugar preferente en la sala; también se aprecian dos grandes vasos de porcelana china del período Qienlong, siglo XVIII. Completan la ambientación, porcelanas de las manufacturas de Meissen y Sèvres.

Se exhibe, en el Salón de las Lacas Orientales, una colección de parabanes chinos de los siglos XVII, XVIII y XIX, originarios de la provincia de Chiansí, entre los que sobresale un gran biombo de Coromandel del siglo XVII. Al centro se halla una mesa laqueada con incrustaciones en nácar y malaquita, y pueden verse, además, dos libreros cuya decoración de tema floral está realizada en hueso y marfil.

La decoración del Salón Comedor está inspirada en el estilo Regencia. Mármoles italianos recubren las paredes, y se ubican trofeos de bronce mercuriado en cada ángulo de la habitación. Se aprecia un reloj cartel con bronces atribuidos a Cafieri (hijo) y maquinaria hecha por Martinot, relojero del Rey Luis XV. Sobre la mesa se exhiben las varias colecciones de vajillas alemana, china, francesa e inglesa que atesora el museo.

El Salón Neoclásico cuenta con mobiliario de la época Luis XVI, dos candelabros de bronce mercuriado, realizados por Clodion, que descansan sobre dos consolas neoclásicas con tapas de mármoles italianos. Un secretaire, hecho por Henri Riesener, que formó parte del mobiliario personal de la reina María Antonieta en el Palacio de Versalles, constituye la pieza más importante del salón. 
Obras que proceden de la Manufactura Real de Sèvres se exhiben en una pequeña sala llamada Salón Sèvres. Se destaca una mesa auxiliar realizada por Adam Weisweiller, con placas de biscuit y cubierta de lapislázuli. En una vitrina central se guardan piezas de los siglos XVIII y XX. 
El Salón Boudoir Segundo Imperio está recreado a la manera de las salas de este período francés (1852-1871), presenta muebles con decoraciones hechas en nácar, abanicos isabelinos, porcelanas de Jacob Petit y una colección de piedras duras chinas. 
Alfombra persa del siglo XVIII, butacas talladas a mano por el ebanista inglés Thomas Chippendale (1709-1779), son algunas de las piezas que ocupan el Salón Inglés. En una vitrina estilo Sheraton se exhiben objetos de plata inglesa de los siglos XVIII al XX. Dos cómodas, a la manera de Adam Weisweiller, sirven de apoyo a dos vasos Médicis de la Manufactura de Worcester. 
Decorado con paneles laqueados y escenas de chinerías, el Salón Oriental pone a la vista piezas de varias zonas del continente asiático. Al centro, sobre una alfombra persa del siglo XVIII, se destacan dos peceras de gres vidriado con motivos florales del período Ming. En el panel central se encuentra un escritorio japonés de madera de cerezo, tallado con motivos vegetales, del siglo XIX; sobre este, dos candeleros de jade chino del siglo XVIII. 
En una habitación ataviada a la manera art déco, está el Baño Principal, con piezas de tocador trabajadas en plata, cristal y porcelana, entre las que sobresalen opalinas francesas, piezas realizadas René Lalique y otras procedentes de Bohemia. 
El Salón Ecléctico es una pequeña sala en la que aparecen piezas de diferentes estilos y países: lámpara estilo Imperio, asientos realizados por John Henry Belter y tocador cubano del ebanista Santa Cruz, entre otras. La escultura de marfil conocida como La Victoria coronando a la Fama, es una de las obras más relevantes de este conjunto. 
Se distinguen en el Salón Art Nouveau Art Dèco obras de las figuras más representativas de ambos estilos artísticos, entre las que se cuentan piezas de Louis Confort Tiffany, Emile Gallé, René Lalique y Demetre Chiparus.

La mansión, diseñada por los arquitectos franceses P. Virad y M. Destugue, está rodeada por jardines que complementan el recorrido por el museo. El Jardín de Las Estaciones, a la derecha de la casa, acoge esculturas de mármol italiano realizadas en el siglo XIX, alegorías de la primavera, el verano, el otoño y el invierno. El Jardín de Noche, en el flanco izquierdo, está ambientado con esculturas de inspiración rococó y neoclásica.

## Fuente
- EcuRed (wiki del estado cubano, licencia Creative Commons Attribution Non-Commercial ShareAlike)
- Consejo Nacional de Patrimonio Cultural

- Datos: Q3868169